# Большуха (Калузька область)
Большуха (рос. Большуха) — присілок в Кіровському районі Калузької області Російської Федерації.
Населення становить 25 осіб. Входить до складу муніципального утворення Присілок Верхня Песочня.

## Історія
Від 2004 року входить до складу муніципального утворення Присілок Верхня Песочня.

## Населення
| 2002 | 2010 |
| ---- | ---- |
| 35   | ↘25  |